# Ernie Chataway
Ernie Chataway (Birmingham, 5 settembre 1952 – Londra, 12 maggio 2014) è stato un chitarrista, cantante e compositore britannico, noto prevalentemente come membro originario della band heavy metal Judas Priest, storico gruppo tra i più influenti e famosi del genere.

## Storia
Nato a Birmingham, ha iniziato a suonare la chitarra all'età di 11 anni; la sua carriera musicale iniziò nel 1969, quando fu scelto da Ian Hill come chitarrista della prima formazione dei Judas Priest.
Tuttavia rimase nella band per un solo anno, a causa di uno screzio, poiché nel 1970 fu costretto dal manager ad esibirsi nonostante un infortunio alla spalla causato da un incidente domestico; venne quindi sostituito da John Ellis. Non trovando collocazione in altre band.
Non trovando collocazione in altri gruppi decise di ritirarsi temporaneamente dal mondo della musica, dedicandosi all'attività di commesso.
Rientrò nel business sul finire degli anni ottanta, quando fu fondatore della band Bullion, insieme al suo vecchio compagno Al Atkins. Il gruppo, nato originariamente come cover band di gruppi degli anni '60 e '70, scrisse ed incise materiale proprio a partire dal 1999.
Nel 1993 iniziò la sua carriera solista, con l'album Can't Stop the Boogie. 
Particolarmente attivo dal punto di vista dei concerti, decise di ritirarsi dalle scene nel 2008.
Già malato da alcuni anni, morì nella sua casa di Londra nel 2014, a causa di un cancro ai polmoni.

## Discografia

### Solista
- 1993- Can't Stop the Boogie

### Bullion
- 1997 - Music from the Black Country
- 1999 - The Booth Files